# Úrvalsdeild karla í körfuknattleik
La Úrvalsdeild karla è la massima serie del campionato islandese di pallacanestro.

## Storia
Il campionato nacque nel 1952 e fino al 1979 fu una lotta a due tra l'IR Reykjavik (15 titoli) e il KR Reykjavik (7 titoli).
Gli anni 1980 con i due titoli del Valur segnarono il predominio di dell'UMF di Njarðvík che continuò per gran parte degli anni 1990, quando si affacciò sul palcoscenico principale il Keflavík. Lo scontro tra le due squadre si protrasse anche per gli anni 2000, quando, dopo due decenni assai bui, fece il suo ritorno al vertice del campionato nuovamente il KR Reykjavik.

## Albo d'oro
- 1951-1952  ÍKF
- 1952-1953  ÍKF
- 1953-1954  ÍR Reykjavík
- 1954-1955  ÍR Reykjavík
- 1955-1956  ÍKF
- 1956-1957  ÍR Reykjavík
- 1957-1958  ÍKF
- 1958-1959  ÍS
- 1959-1960  ÍR Reykjavík
- 1960-1961  ÍR Reykjavík
- 1961-1962  ÍR Reykjavík
- 1962-1963  ÍR Reykjavík
- 1963-1964  ÍR Reykjavík
- 1964-1965  KR Reykjavík
- 1965-1966  KR Reykjavík
- 1966-1967  KR Reykjavík
- 1967-1968  KR Reykjavík
- 1968-1969  ÍR Reykjavík
- 1969-1970  ÍR Reykjavík
- 1970-1971  ÍR Reykjavík
- 1971-1972  ÍR Reykjavík
- 1972-1973  ÍR Reykjavík
- 1973-1974  KR Reykjavík
- 1974-1975  ÍR Reykjavík
- 1975-1976  Ármann
- 1976-1977  ÍR Reykjavík
- 1977-1978  KR Reykjavík
- 1978-1979  KR Reykjavík
- 1979-1980  Valur
- 1980-1981  UMF Njarðvíkur
- 1981-1982  UMF Njarðvíkur
- 1982-1983  Valur
- 1983-1984  UMF Njarðvíkur
- 1984-1985  UMF Njarðvíkur
- 1985-1986  UMF Njarðvíkur
- 1986-1987  UMF Njarðvíkur
- 1987-1988  Haukar
- 1988-1989  Keflavík
- 1989-1990  KR Reykjavík
- 1990-1991  UMF Njarðvíkur
- 1991-1992  Keflavík
- 1992-1993  Keflavík
- 1993-1994  UMF Njarðvíkur
- 1994-1995  UMF Njarðvíkur
- 1995-1996  Grindavík
- 1996-1997  Keflavík
- 1997-1998  UMF Njarðvíkur
- 1998-1999  Keflavík
- 1999-2000  KR Reykjavík
- 2000-2001  UMF Njarðvíkur
- 2001-2002  UMF Njarðvíkur
- 2002-2003  Keflavík
- 2003-2004  Keflavík
- 2004-2005  Keflavík
- 2005-2006  UMF Njarðvíkur
- 2006-2007  KR Reykjavík
- 2007-2008  Keflavík
- 2008-2009  KR Reykjavík
- 2009-2010  Snæfell
- 2010-2011  KR Reykjavík
- 2011-2012  Grindavík
- 2012-2013  Grindavík
- 2013-2014  KR Reykjavík
- 2014-2015  KR Reykjavík
- 2015-2016  KR Reykjavík
- 2016-2017  KR Reykjavík
- 2017-2018  KR Reykjavík
- 2018-2019  KR Reykjavík
- 2020-2021 Þór Þorlákshöfn
- 2021-2022  Valur
- 2022-2023  Tindastóll

## Vittorie per club
| Club           | Titolo | Città         | Anno |
| -------------- | ------ | ------------- | --- |
| KR Reykjavík   | 18     | Reykjavík     | 1965, 1966, 1967, 1968, 1974, 1978, 1979, 1990, 2000, 2007, 2009, 2011, 2014, 2015, 2016, 2017, 2018, 2019 |
| ÍR Reykjavík   | 15     | Reykjavík     | 1954, 1955, 1957, 1960, 1961, 1962, 1963, 1964, 1969, 1970, 1971, 1972, 1973, 1975, 1977                   |
| UMF Njarðvíkur | 13     | Njarðvík      | 1981, 1982, 1984, 1985, 1986, 1987, 1991, 1994, 1995, 1998, 2001, 2002, 2006                               |
| Keflavík       | 9      | Keflavík      | 1989, 1992, 1993, 1997, 1999, 2003, 2004, 2005, 2008                                                       |
| ÍKF            | 4      | Keflavík      | 1952, 1953, 1956, 1958                                                                                     |
| Grindavík      | 3      | Grindavík     | 1996, 2012, 2013                                                                                           |
| Valur          | 3      | Reykjavík     | 1980, 1983, 2022                                                                                           |
| Haukar         | 1      | Hafnarfjörður | 1988 |
| Ármann         | 1      | Reykjavík     | 1976 |
| ÍS             | 1      | Reykjavík     | 1959 |
| Snæfell        | 1      | Stykkishólmur | 2010 |
| Tindastóll     | 1      | Sauðárkrókur  | 2023 |